# Joe McDonnell (rugby à XV)
Pour les articles homonymes, voir Joe McDonnell et McDonnell (homonymie).

a Compétitions nationales et continentales officielles uniquement.

b Matchs officiels uniquement.
Dernière mise à jour le 13 septembre 2021.
 Joseph Michael McDonnell dit Joe McDonnell, né le 1er mars 1973 à Hastings (Nouvelle-Zélande), est un joueur de rugby à XV néo-zélandais qui joue avec l'équipe de Nouvelle-Zélande et qui a joué dans le Super 14. Il évolue au poste de pilier. Il a signé fin 2006 avec les Newcastle Falcons avant de rejoindre en 2009 la franchise espagnole engagée en Liga Superiberica, les Vacceos Cavaliers.

## Biographie
Joe McDonnell dispute huit matchs de Super 12 en 2005 et treize matchs de Super 14 en 2006. Il obtient sa première sélection avec les All Blacks le 8 juin 2002 contre l'Italie. Son dernier test match fut contre la France, le 16 novembre 2002. Il dispute aussi cinq matchs avec l’équipe des Māori de Nouvelle-Zélande de 2003 à 2006.
Il est le père du pilier international australien Jermaine Ainsley.

## Statistiques en équipe nationale

### En équipe nationale
En 2002, Joe McDonnell compte 8 sélections avec les All-Blacks, inscrivant 5 points. Avec les Kiwis, il participe à une édition du Tri-nations en 2002.

## Palmarès

### En club
- Finaliste du National Provincial Championship en 2006 avec Wellington.

### En équipe nationale
- Vainqueur du Tri-nations en 2002.